# Fumo

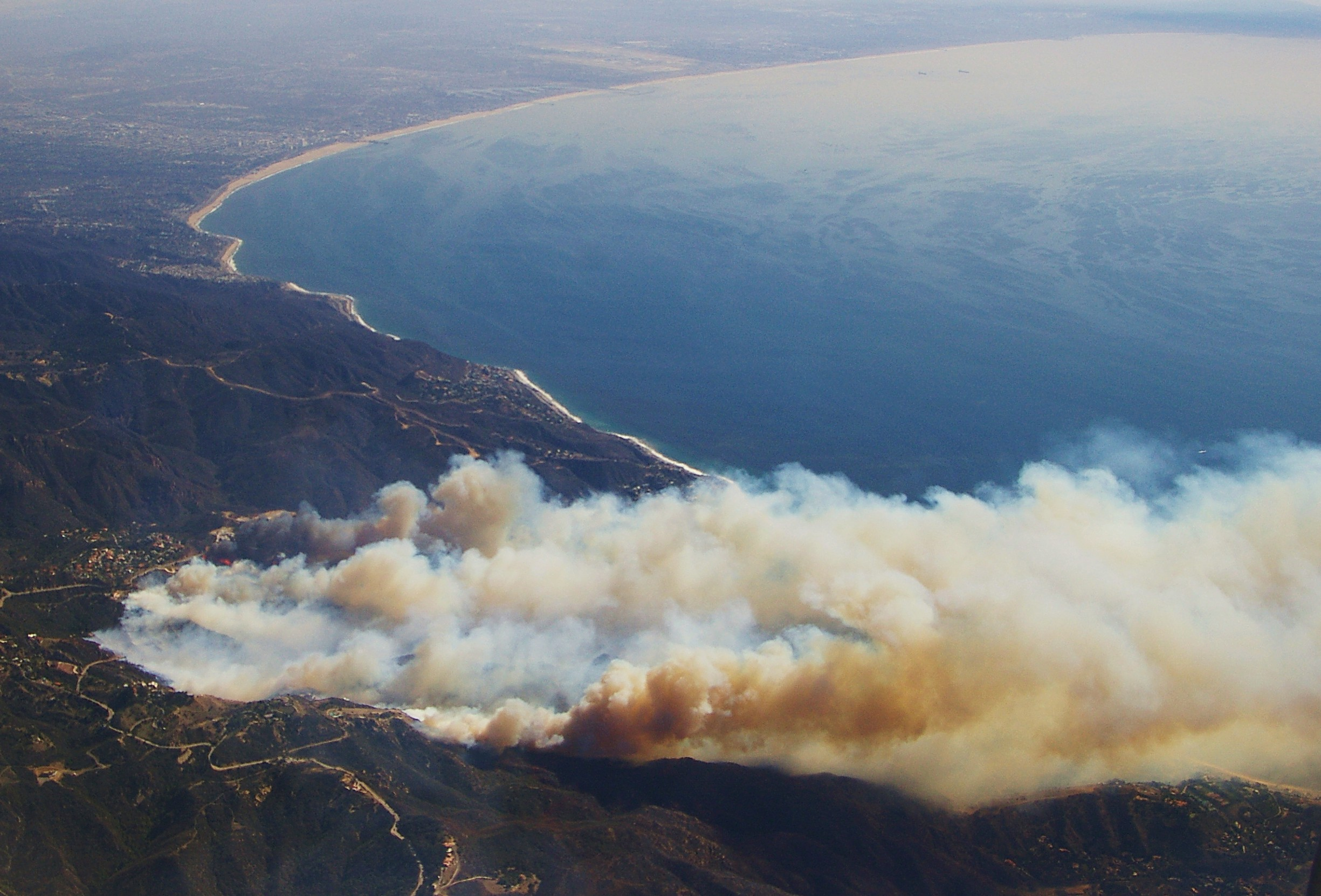
Il fumo di un incendio

Il fumo è una dispersione colloidale di particelle solide (aventi diametro in genere minore di 1 μm) in un gas. Può essere generato durante la liberazione di prodotti gassosi di alcune reazioni chimiche (ad esempio durante una reazione di combustione).

## Fumi derivati da combustione
Un esempio di fumo è quello formato da particelle di carbonio o da composti organici non bruciati completamente.
Quando i componenti di fumi caldi condensano su oggetti più freddi, come le pareti dei comignoli o delle ciminiere, il risultato, se formato principalmente da carbonio, è chiamato "fuliggine" o "nero fumo".

### Rischi sanitari

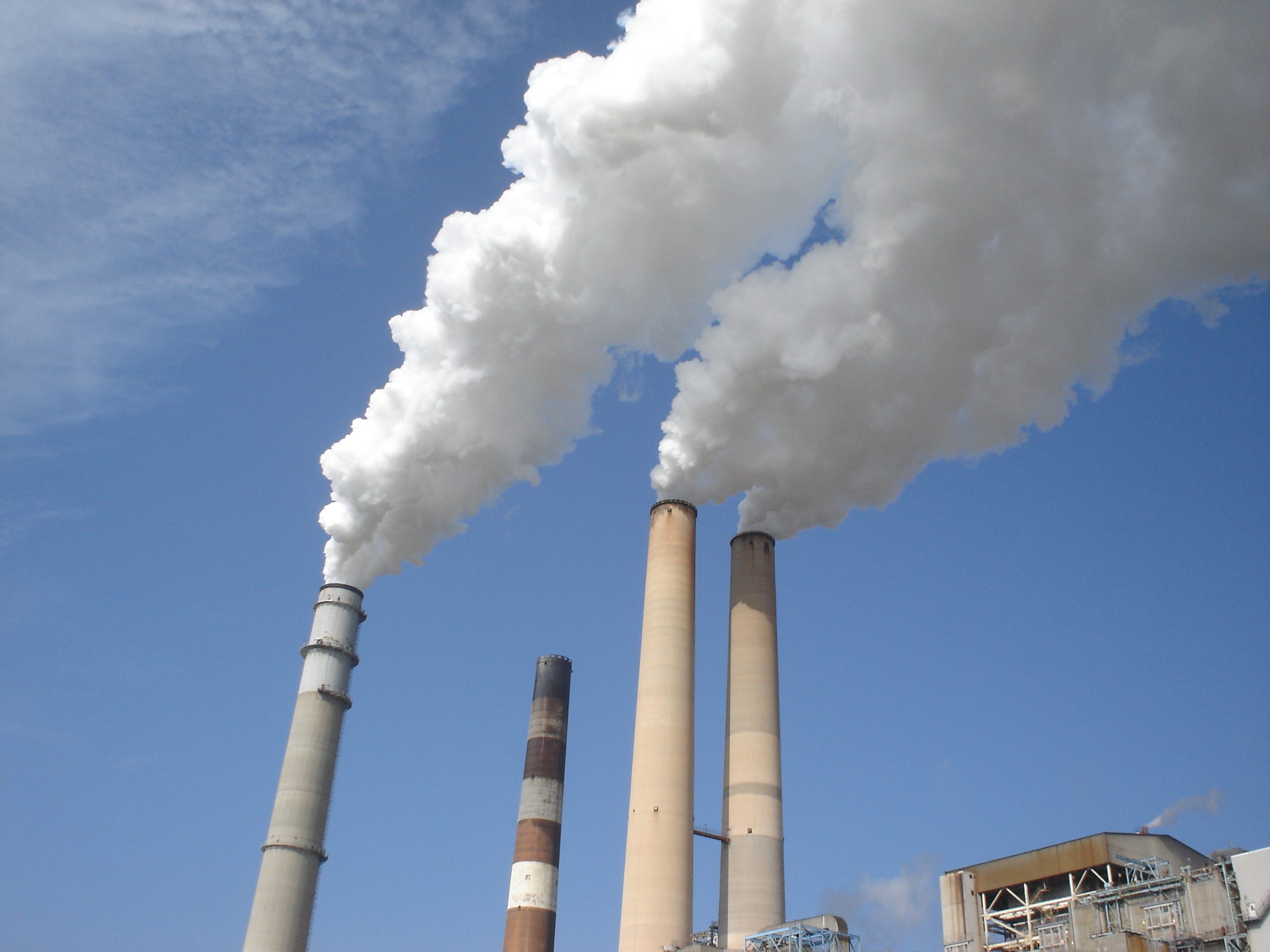
Fumi liberati da una centrale a carbone.

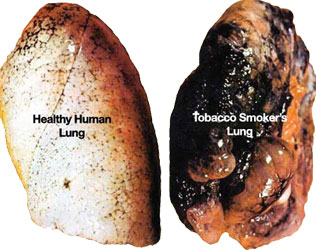
Confronto tra un polmone sano (a sinistra) e di un fumatore (a destra).

Il fumo da combustione incompleta contiene una significativa concentrazione di composti infiammabili. Una nube di fumo potrebbe avere quindi una potenziale infiammabilità sia da parte di un'altra fiamma viva nella zona, sia per la propria temperatura. L'inalazione di fumo è un pericolo che può causare gravi lesioni e la morte.
Molti composti del fumo possono essere tossici o irritanti. Il più pericoloso è il monossido di carbonio che porta ad avvelenamento, a volte anche con effetti additivi di cianuro di idrogeno e fosgene. L'inalazione di fumo può quindi portare rapidamente a inabilità e perdita di coscienza. Nel fumo possono trovarsi ossidi di zolfo che in contatto con l'umidità formano acido solforico, acido cloridrico e acido fluoridrico. I composti organici, in particolare gli idrocarburi policiclici aromatici sono causa accertata di tumori.
Tra i tumori possibili vi sono il carcinoma broncogeno squamoso e la broncopneumopatia ostruttiva, la quale si presenta come l'unione di due patologie, ovvero enfisema polmonare (aumento del volume aereo polmonare, a causa del crollo degli interstizi alveolari) e bronchite cronica.
Il fumo di sigaretta, al pari dei precedenti, è il risultato di una combustione incompleta, ed è un importante fattore di rischio per le malattie polmonari, cardiache, e causa di molti tumori. Inoltre, l'utilizzo delle sigarette, a causa delle sostanze sopra citate, porta alla perdita di movimento delle ciglia del tessuto alveolare per circa trenta minuti dall'ultima sigaretta, provocando l'accumulo di sostanze nocive.
Il fumo può, inoltre, oscurare la visibilità, impedendo agli occupanti di uscire dalle aree di incendio.
Il litantrace, comunemente usato nelle acciaierie, nelle navi e nelle locomotive a carbone, a volte non arde completamente. Ne risulta una grande quantità di fumo che danneggia seriamente l'ambiente delle zone circostanti.
Molte nazioni hanno emanato particolari leggi contro i pericoli del fumo. Si impone l'installazione di filtri per il fumo, una migliore combustione e si raccomanda l'uso di antracite.
In alcune delle maggiori città sono stati installati appositi analizzatori automatici che registrano la quantità di fumo esistente nell'aria.
Per la depurazione dei fumi industriali si ricorre a varie alternative:
- le camere a polvere, che sono condotti nei quali il fumo perdendo velocità è costretto a depositare la polvere;
- i cicloni, condotti nei quali il fumo gira vorticosamente e, per mezzo della forza centrifuga, le particelle più pesanti aderiscono alle pareti dello stesso condotto;
- i depuratori a pioggia, in cui il fumo attraversa un velo d'acqua polverizzata che raccoglie la polvere;
- i filtri elettrostatici, in cui la polvere del fumo viene attratta da pareti metalliche elettrizzate.

### I colori
A seconda del materiale che brucia il colore del fumo cambia, ciò può facilitare il riconoscimento del combustibile.
Questo concetto può essere riassunto nella tabella sottostante, usata dai vigili del fuoco per determinare il combustibile, e quindi l'approccio da utilizzare per domare l'incendio. E dipende dal materiale che viene usato.
| Colore         | Combustibile                                                            |
| -------------- | ----------------------------------------------------------------------- |
| Bianco         | Fosforo, paglia                                                         |
| Giallo/marrone | Nitrocellulosa, polvere da sparo, acido nitrico, zolfo, acido solforico |
| Grigio/marrone | Carta, legno, stoffa                                                    |
| Marrone        | Olio da cucina                                                          |
| Marrone/nero   | Nafta, diluente per vernici                                             |
| Nero           | Benzina, carbone, catrame, plastica, cherosene, olio lubrificante       |
| Viola          | Iodio                                                                   |

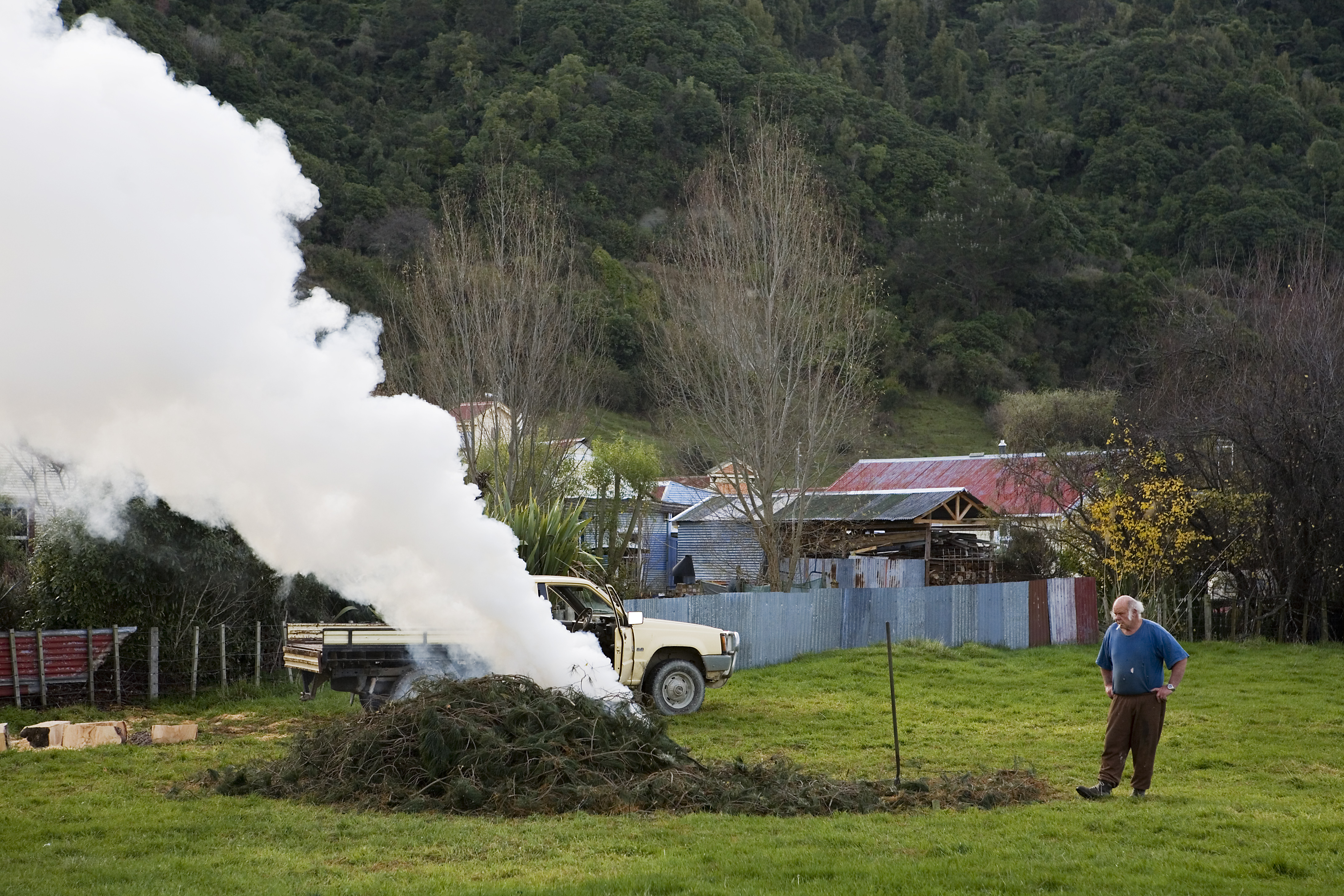
Fumo bianco ottenuto dalla combustione di sterpaglia
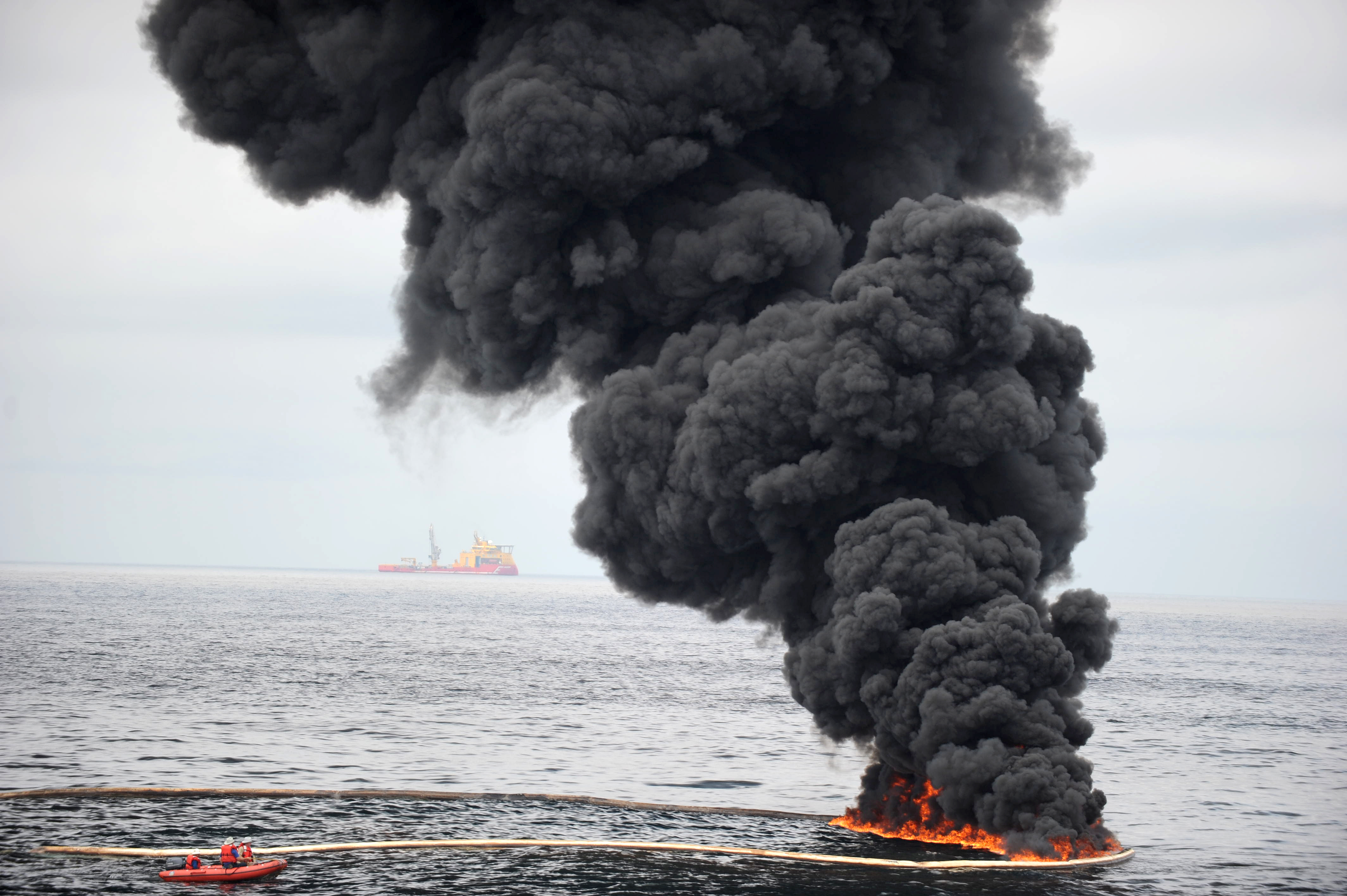
Fumo nero associato alla combustione di petrolio
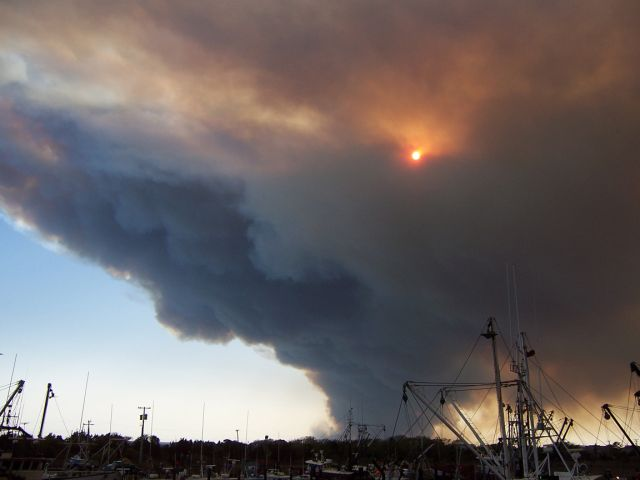
Fumo marrone associato all'incendio di una foresta
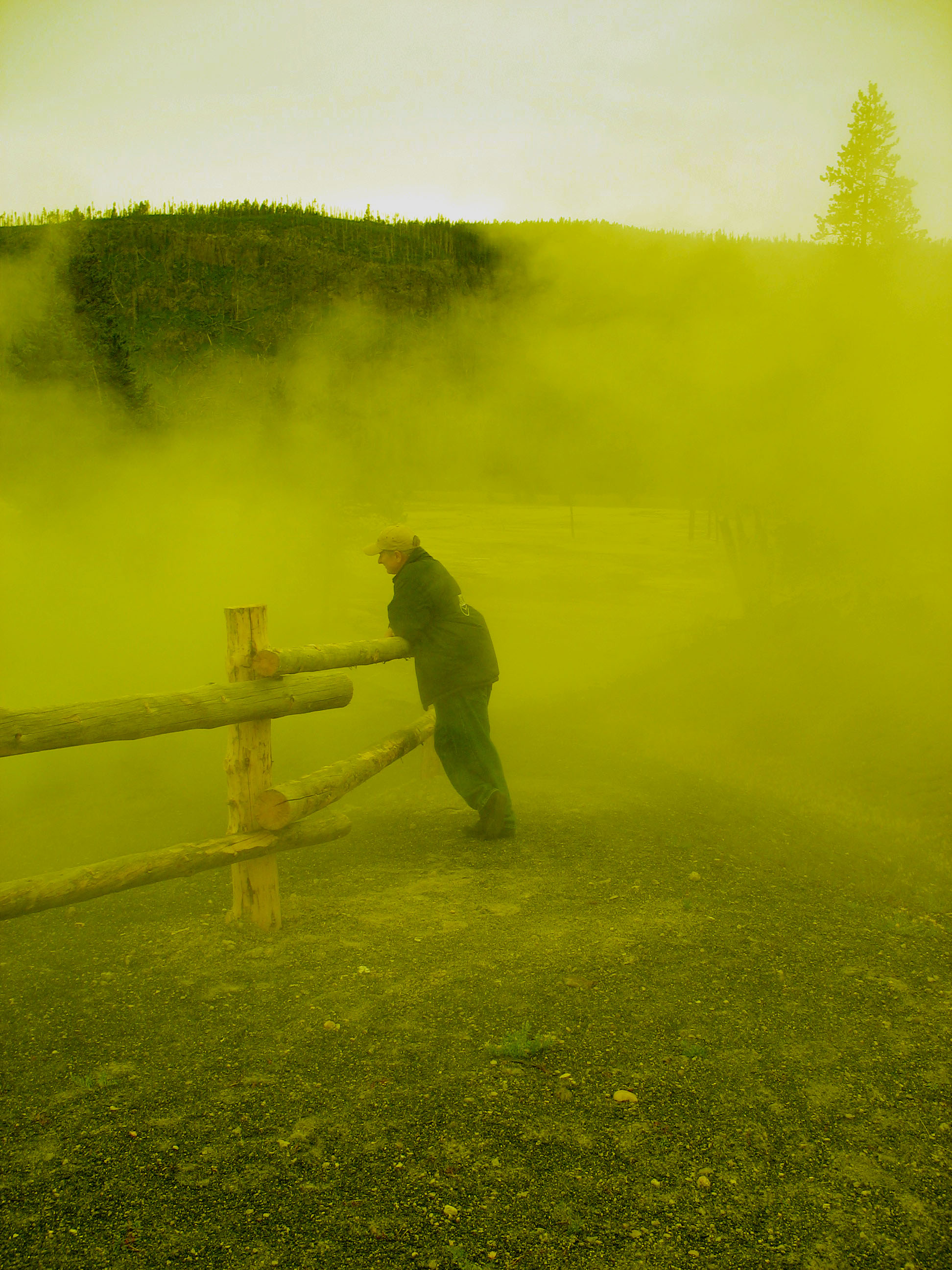
Fumo giallo associato ad emissioni di zolfo